# Живой труп
«Живо́й труп» — пьеса Льва Толстого, написанная в 1900 году и опубликованная посмертно. Несмотря на то, что сюжет произведения доведён до логической развязки, оно не может считаться законченным: автор прервал работу над пьесой, оставив её на стадии черновика. Это подтверждается словами из письма писателя к В. Г. Черткову от 12 декабря 1900 года: «Драму я, шутя, или, вернее, балуясь, я написал начерно, но не только не думаю её теперь кончать и печатать, но очень сомневаюсь, чтобы я когда-нибудь это сделал».
Отправной точкой для Толстого послужил бракоразводный процесс матери Н. Н. Суханова и инсценировка смерти, устроенная его отцом на Софийской набережной с тем, чтобы легальным образом расстаться с женой и дать ей возможность заново выйти замуж. Афера раскрылась, супруги были приговорены к семилетней ссылке с заменой на год заключения.

## Сюжет
Центральный персонаж пьесы, Фёдор Протасов, мучается убеждением, что его жена Лиза никогда не выбирала между ним и Виктором Карениным, претендентом на её руку. Он хочет убить себя, но у него не хватает смелости. Убегая от своей жизни, он попадает к цыганам и вступает в отношения с певицей Машей. Однако он бежит и от этой жизни в связи с неодобрением родителей Маши. Он снова хочет убить себя, но ему не хватает сил.
Тем временем его жена, предполагая, что Протасов мёртв, вышла замуж за другого человека. Когда Протасов объявился, её обвинили в двоемужестве и в организации исчезновения мужа. Он появляется на суде для дачи показаний, при этом жена не знала о том, что он был жив. В итоге, она должна либо отказаться от своего нового мужа, либо быть сослана в Сибирь. Протасов застрелился.

## Театр
Премьера состоялась в Московском художественном театре 23 сентября (5 октября) 1911 года. Главными режиссёрами были Владимир Немирович-Данченко и Константин Станиславский. Вскоре постановка состоялась и в Санкт-Петербурге. Так как текст был переведён на многие языки, постановки прошли также в Берлине, Вене, Париже и Лондоне.
Постановка на английском языке в Лондоне, состоявшаяся 6 декабря 1912 года, имела название «Человек, который был мёртв» (англ. The Man Who Was Dead; перевод Зинаиды Венгеровой и Джона Поллока), в постановке театра Литературного общества. Пьеса была поставлена А. Андреевым, который приехал из Королевского театра в Белграде. Эдмонд Бреон играл Фёдора, Вайолет Льюис играла Лизу, Лоренс Андерсон играл Виктора, Лидия Яворска играла Машу, и Энтони Уорд играл князя Абрезкова.

## Фильмы
Пьеса была экранизирована много раз:
- 1911 — Живой труп (немой фильм). Россия. Режиссёры Борис Чайковский, В. Кузнецов, Лиза Протасова — Мария Блюменталь-Тамарина
- 1916 — Живой труп (немой фильм). Россия. Фёдор Протасов — Александр Зельверович
- 1916 — Человеческая слабость[англ.] / The Weakness of Man, США, режиссёр Барри О'Нил[англ.]
- 1918 — Живой труп (немой фильм). Россия. Режиссёр Чеслав Сабинский, в ролях: Маша — Вера Холодная, Фёдор Протасов— Владимир Максимов, Виктор Каренин— Осип Рунич, Саша— Наталия Белёвцева
- 1918 — Живой труп / Lebendig tot (немой фильм), Германия, режиссёр Альвин Нойс[нем.]
- 1918 — Живой труп[нем.] / Der lebende Leichnam, (немой фильм) Германия, режиссёр Рихард Освальд
- 1918 — Живой труп (немой фильм). Япония. Режиссёр Эйдзо Танака
- 1919 — Искупление[англ.] / Atonement, (немой фильм) США, режиссёр Уильям Хамфри[англ.]
- 1921 — Живой труп / Il cadavere vivente, (немой фильм), Италия, режиссёр Пьер Анджело Мадзолотти[итал.]
- 1922 — Двоежёнство[англ.] / Bigamie (немой фильм), Германия, режиссёр Р. Вальтер-Файн[нем.]. В роли Фёдора Протасова Альфред Абель[нем.].
- 1929 — Живой труп (немой фильм). Германия, СССР. Режиссёр Фёдор Оцеп, Фёдор Протасов — Всеволод Пудовкин, Лиза Протасова — Мария Якобини, Маша — Нато Вачнадзе, проститутка — Вера Марецкая, Петушков — Владимир Уральский, вор в таверне — Борис Барнет, Порфирий Подобед, Пётр Репнин
- 1930 — Искупление[англ.] / Redemption, США, режиссёры Фред Нибло, Лайонел Бэрримор. Фёдор Протасов — Джон Гилберт, Маша — Рене Адоре, Лиза — Элинор Бордман
- 1937 — Огненные ночи / Nuits de feu. Франция. Режиссёр Марсель Л’Эрбье, он же сценарист; вольная адаптация сюжета.
- 1949 — Искупление / Redemption, США ТВ, режиссёр Пол Никелл (эпизод сериала Студия 1)
- 1952 — Живой труп. СССР.Фильм-спектакль ЛДТ им. Пушкина Режиссёр Владимир Венгеров. Фёдор Протасов — Николай Симонов
- 1965 — Живой труп / La potenza delle tenebre, Италия ТВ, режиссёр Витторио Коттафави[англ.]
- 1968 — Живой труп. СССР. Режиссёр Владимир Венгеров. Фёдор Протасов — Алексей Баталов
- 1969 — Живой труп / Elävä ruumis, Финляндия, ТВ, режиссёр Микко Нисканен. Фёдор Протасов — Матти Орависто[фин.]
- 1972 — Живой труп / Het levende lijk, Бельгия, режиссёр Антонин Москалик
- 1981 — Живой труп[нем.] / Der lebende Leichnam, ФРГ, ТВ, режиссёр Отто Шенк[нем.]. В роли Фёдора Протасова — Хельмут Лохнер[нем.]
- 1984 — Живой труп / Élö holttest, Венгрия, режиссёр Питер Хавас
- 1987 — Живой труп (телефильм-спектакль Театра имени Моссовета). СССР. Режиссёр Борис Щедрин. Фёдор Протасов — Леонид Марков, Лиза Протасова — Ольга Остроумова, Виктор Каренин — Георгий Тараторкин, Анна Каренина — Ирина Карташёва, Маша — Людмила Дребнёва
- 2008 — Тринадцать месяцев. Украина (на русском языке). Режиссёр Илья Ноябрёв. Глеб Рязанов — Юрий (Гоша) Куценко